# 耶律賢適
耶律賢適（928年—980年），字阿古真。辽国官员。遼景宗的近臣。
耶律賢適是于越耶律魯不古之子。好学抱大志，得到耶律屋质器重，称赞：此人当国，天下幸甚。
应历十七年（967年）正月，奉命会讨伐乌古部，得胜而归，授右皮室详稳（将军）。朝臣多以谏奏得罪，耶律贤适为避嫌，乐于清静，游猎自娱，言语不及政事。他侍景宗于藩邸。曾劝耶律贤不要议论辽穆宗酗酒荒政，使辽穆宗不怀疑耶律贤。
应历十九年（969年）二月，耶律贤即位为景宗，以谏言有功加检校太保，遥授宁江军节度使，賜推忠協力功臣的称号。辽景宗以其为心腹，加特进、同中书门下平章事。保宁二年（970年），任北院枢密使兼侍中，賜保節功臣的称号。保宁三年（971年）七月，为西北路兵马都部署。耶律賢適推诚待人，勤于政务，理政忘忧，積年事案都被裁決。
大丞相高勳、契丹行宮都部署女里依仗景宗的信任，恣意横行，门庭若市。耶律贤适上奏，遼景宗不听，乾亨元年（979年），耶律贤适以病为由解职。乾亨二年（980年）封西平郡王，不久去世。享年五十三岁。其子耶律观音，官至大同軍節度使。

## 延伸阅读
[在维基数据编辑]
 《遼史/卷79》，出自脱脱《遼史》